# Aviação executiva

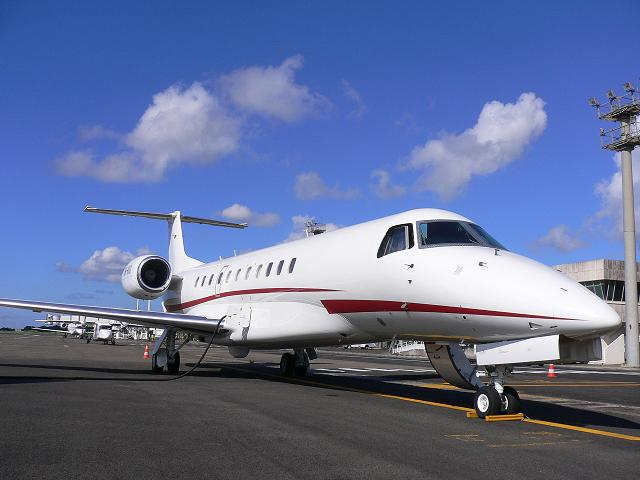
Embraer Legacy: uma das aeronaves mais utilizadas pela aviação executiva mundial

Aviação executiva é um segmento da aviação geral constituído por indivíduos e empresas que utilizam as aeronaves como recurso para a condução de seus negócios. Portanto, destina-se a atender a demanda por voos privados (particulares), em rotas frequentemente distintas daquelas utilizadas pela aviação militar e regular (companhias aéreas).
Esse ramo da aviação é predominantemente composto por aeronaves pertencentes a empresas ou pessoas com poder aquisitivo suficiente para adquirir uma aeronave particular. Também se encaixam neste ramo as empresas de táxi aéreo, que normalmente operam helicópteros e outras aeronaves de pequeno porte (pequenos aviões a jato e turbo-hélices).
Os Estados Unidos da América possuem a maior frota de aviação geral do mundo. Em segundo lugar está o Brasil, sendo que a cidade de São Paulo concentra 35% de toda a frota de aeronaves da aviação executiva do país..
Devido à crescente demanda e falta de disponibilidade de slots para voos privados nos grandes aeroportos, as aeronaves desse ramo tendem a fazer uso de aeródromos alternativos, que devido às suas pistas menores não podem receber jatos de grandes companhias aéreas.